# Maracangalha (canção)
"Maracangalha", também conhecido como Eu vou para Maracangalha, é uma canção escrita pelo compositor baiano Dorival Caymmi.

## História do nome
Caymmi tinha um amigo, Zezinho, que além de sua esposa e família, possuía com uma amante, quatro filhos, que moravam em outra parte de sua cidade. Dorival um dia perguntou qual desculpa ele usava para visitar a segunda família. Zezinho responde que mandava a si mesmo um telegrama, informando de negócios precisando de atenção na comunidade de Maracangalha (distrito de São Sebastião do Passé, na região metropolitana de Salvador). Após voltar para sua família "oficial", Zezinho sempre trazia um saco de açúcar - trabalhava na usina da comunidade - como prova de onde havia ido. O músico, intrigado com a poesia nesse subterfúgio de usar o nome da comunidade, compôs Maracangalha de uma só vez.